# 酒匂景信
酒匂 景信（さこう かげあき／さこう かげのぶ、1850年9月20日（嘉永3年8月15日） - 1891年（明治24年）3月15日）は、明治時代の軍人。中国東北部にある好太王碑を訪れ、日本人として初めて、その拓本を持ち帰った。

## 略歴
- 旧薩摩藩士、日向国都城に生まれ、幼時藩校に学ぶ。
- 1879年（明治12年）：参謀本部出仕。
- 1880年（明治13年）：清国差遣。
- 1882年（明治15年）：陸軍砲兵中尉に進級。
- 1883年（明治16年）4月から7月の間に、中国東北部にある輯安の好太王碑を訪れ、その拓本（写し）を持ち帰った。
- 1884年（明治16年）10月：帰国。
- 1885年（明治17年）：陸軍砲兵大尉に進級。
- 1891年（明治24年）3月15日：40歳で没。

## 好太王碑文改竄説
1972年（昭和47年）、李進熙が、酒匂による拓本の改竄・捏造説を唱えた。李進熙の説は、5世紀の朝鮮半島に倭（日本）が権益を有していたように捏造するために、酒匂が拓本を採取する際に碑面に石灰を塗布して倭・任那関係の文章の改竄をおこなったとするものである。
その後、中国の吉林省文物考古学研究所は現地で実際に拓本取りを専門としていた拓工達とその子孫の証言を収集し、中国人の拓工達が好太王碑の表面に石灰を塗布して拓本取りをおこなっていた事実を確認した。しかし、酒匂による石灰の塗布の証拠は発見されなかった。さらに、李進熙が酒匂による捏造文書と断定した文面（例えば「倭以辛卯年来渡海破」など）が現存する好太王碑の表面からも読み取れることが確認された。これらの研究結果は文物考古学研究所長の王健群により発表され、1984年（昭和59年）に日本語訳も出版された。
その後、2005年（平成17年）6月23日に酒匂本以前に作成された墨本が中国で発見され、その内容は酒匂本と同一であると確認された。さらに2006年（平成18年）には中国社会科学院の徐建新により、1881年（明治14年）に作成された現存最古の拓本と酒匂本とが完全に一致していることが発表され、李進熙の改竄・捏造説は完全に否定された。

## 関連文献
- 大植四郎 編『明治過去帳　物故人名辞典』（新訂）東京美術、1988年11月（原著1971年）。ISBN 4-8087-0119-7。 - 注記：原著私家版：1935年（昭和10年）2月25日刊。
- 大平裕『知っていますか、任那（みまな）日本府　韓国がけっして教えない歴史』PHP研究所、2013年9月11日。ISBN 978-4-569-81400-1。
- 東亜同文会 編『対支回顧録』 上、原書房〈明治百年史叢書69〉、1968年6月（原著1936年）。ISBN 978-4-562-00161-3。
- 東亜同文会 編『対支回顧録』 下、原書房〈明治百年史叢書70〉、1968年6月（原著1936年）。ISBN 978-4-562-00162-0。
- 泊勝美『任那日本府はなかった』二見書房〈サラ・ブックス 古代史の謎シリーズ 1〉、1975年。ASIN B00BWGZMHM。